# Mycomya austrobliqua
Mycomya austrobliqua är en tvåvingeart som beskrevs av Coher 1959. Mycomya austrobliqua ingår i släktet Mycomya och familjen svampmyggor. Inga underarter finns listade i Catalogue of Life.